# Fellsmere
Fellsmere é uma cidade localizada no estado americano da Flórida, no condado de Indian River. Foi incorporada em 1911.

## Geografia
De acordo com o United States Census Bureau, a cidade tem uma área de 114,9 km², onde 114,4 km² estão cobertos por terra e 0,5 km² por água.

### Localidades na vizinhança
O diagrama seguinte representa as localidades num raio de 24 km ao redor de Fellsmere.

## Demografia
Segundo o censo nacional de 2010, a sua população é de 5 197 habitantes e sua densidade populacional é de 45,42 hab/km². Possui 1 467 residências, que resulta em uma densidade de 12,82 residências/km².